# Лідія Куликовська
Лідія Куликовська (рум. Lidia Kulikovski; нар. 8 березня 1951, с. Нікорень, Дрокійський район, Молдавська РСР) — молдовський бібліотекар і бібліограф.

## Освіта
Закінчила філологічний факультет (бібліотечний відділ) в Державному університеті Молдови в 1973 році, серед викладачів були Йон Осадченко та Анатолій Чобану.  У 2003 році отримала ступінь доктора педагогічних наук, працюючи на тему "Еволюція бібліотечного обслуговування для людей, що перебувають у неблагополучному стані, в умовах демократизації суспільства". 

## Кар'єра
Закінчивши навчання, Куликовська очолила філіал Муніципальної бібліотеки в Кишиневі. У 1978–1982 роках очолювала Централізовану бібліотечну систему Кагула. Потім повернулася до міської бібліотеки.  У 1989 році  або в 1990 році  Куликовська стала директором муніципальної бібліотеки Хашдеу, посаду займала до 2013 року. 

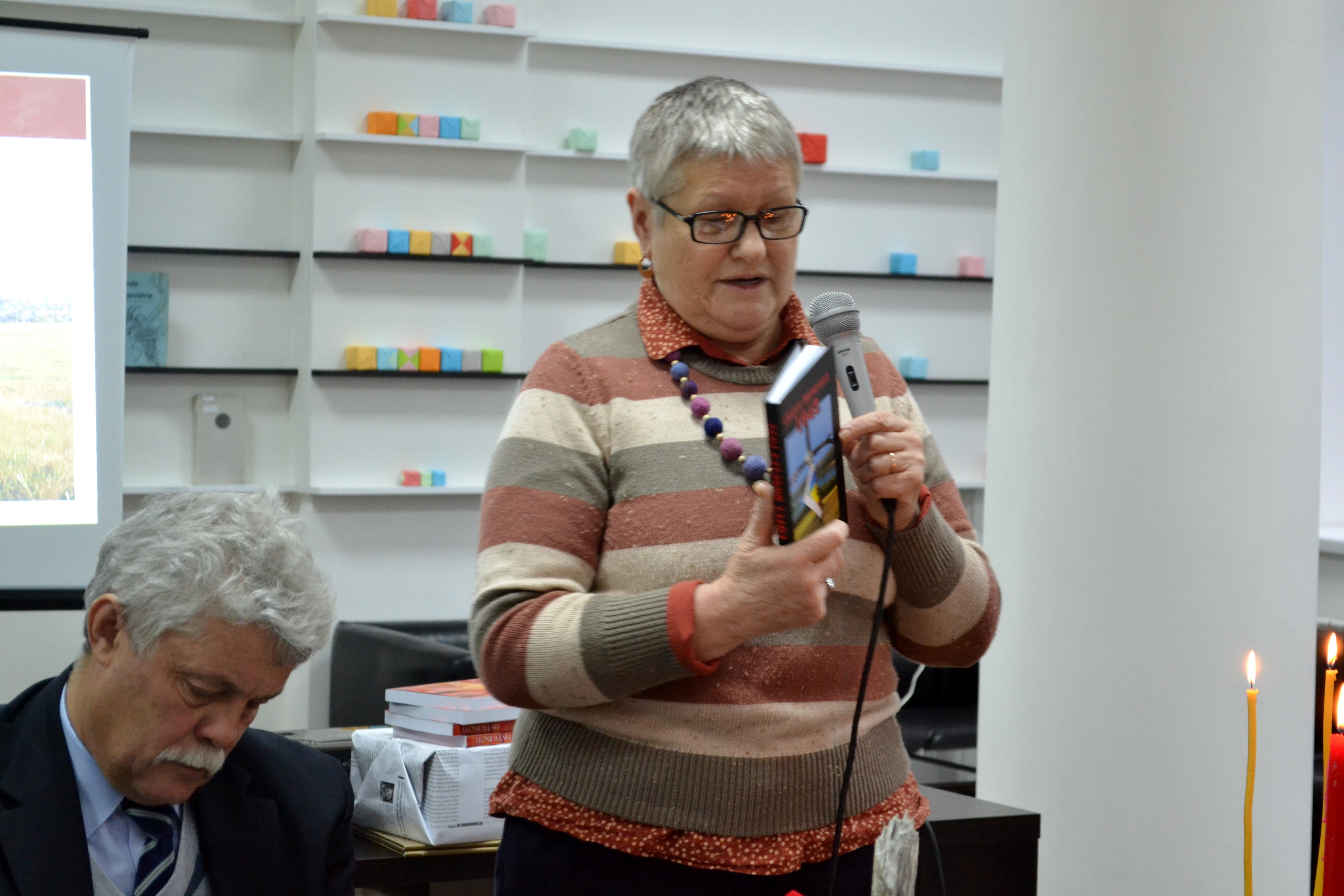
Лідія Куликовська на прем'єрі книги

Лідія Куликовська є автором ряду дослідницьких проектів з бібліографії. На національному рівні координувала такі європейські проекти, як PULMAN, Calimera тощо. У період з 2000 по 2004 рік вона очолювала Асоціацію бібліотекарів Республіки Молдова. У 2002 році Куликовська заснувала «БібліоПоліс», журнал бібліотечної справи. Деякий час, починаючи з 1999 року, була заступником головного редактора «Журналу бібліологічного журналу», журналу на аналогічну тематику. 
Представляючи міську бібліотеку в Кишиневі,  відвідала низку відомих міжнародних бібліотек, таких як Бібліотека Конгресу, Національна бібліотека Китаю, Центр Помпіду, Королівська бібліотека Данії, а також муніципальні бібліотеки Фінляндії, Греції, Росії, Ізраїлю, Румунії, України тощо 
Автор близько 200 наукових праць, бібліографій, інтерв'ю, передмов книг, нарисів тощо. Вона керувала випуском 25 книг про молдавських письменників, художників та вчених, виданими Муніципальною бібліотекою. 
Окрім своєї наукової діяльності, Куликовська також є професором Державного університету Молдови, факультету журналістики, кафедри бібліотекознавства, де читає лекції з питань бібліотечної справи, соціології книг, управління бібліотекою. Вона проводила ті ж курси для учнів бібліотечної школи, якими керувала Асоціація бібліотекарів. 

### Завідувач міської бібліотеки Хашдеу

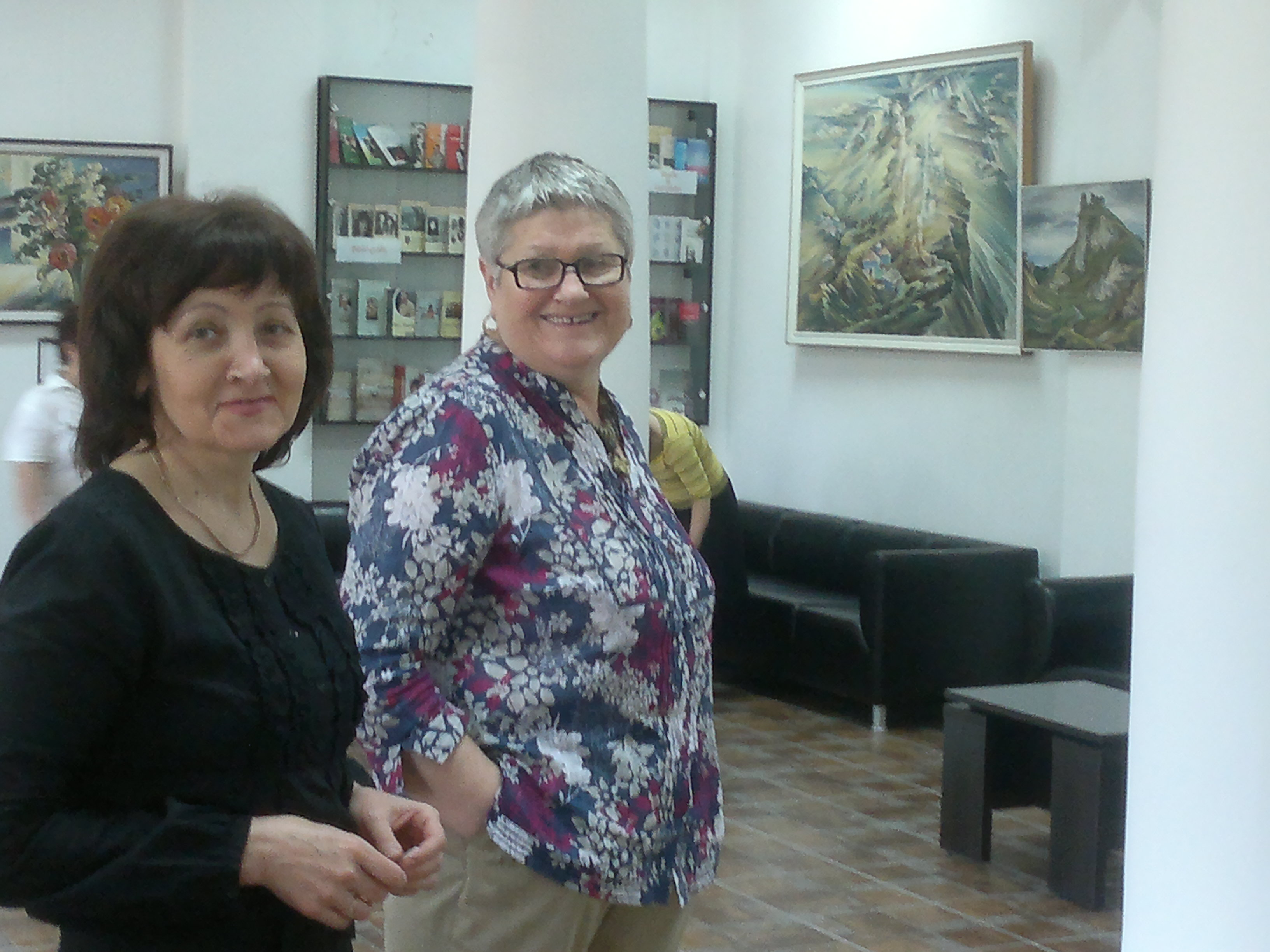
Лідія Куликовська (справа) та заступник голови міської бібліотеки Олена Бутучель

Як керівник міської бібліотеки Хашдеу, Куликовська відома тим, що деідеологізувала колекцію книг і документів бібліотеки та розширила мережу бібліотеки.  Залучала румунську допомогу у відкриті дев'яти допоміжних бібліотек у Кишиневі, що містять в основному румунську літературу  і запровадила проект етнічного різноманіття, що призвело до відкриття філій з російською, українською, польською, болгарською, єврейською та гагаузькою літературою. 

## Визнання
Лідії Куликовській присвоєно звання «Заслужений працівник культури» в 1987 році.  Отримала медаль «За громадянські заслуги» 1996,  та орден «Трудова слава» в 2010 році.  Лауреат європейської премії під назвою "Менеджер 21 століття" (2001). 

## Особисте життя
Лідія Куликовська вийшла заміж за інженера Віктора Куликовського у 1976 році. Мають дві дочки: одна з них — філолог та живе в Іспанії, друга — маркетолог. 